# Werther Brücke
Die Werther Brücke ist eine im Jahr 1903 gebaute Straßenbrücke mit zwei Fahrstreifen über die Wupper im Wuppertaler Stadtteil Barmen. Sie verbindet als Teil der Straße Heidter Berg das südliche Flussufer der Wupper mit der Barmer Innenstadt (Werth) im Norden. Die Brücke ist als Einbahnstraße, in nördlicher Richtung, eingerichtet und liegt in unmittelbarer Nähe der nach ihr benannten Schwebebahnstation Werther Brücke.
Die Werther Brücke ist eine einsegmentige Eisenfachwerkbrücke mit zwei markanten Flachbögen, die die Fahrbahn von den Gehwegen trennen. Im ebenfalls eisernen Geländer sind stilisiert Wellen, Vögel und Pflanzen dargestellt.

## Geschichte
Eine erste Brücke an dieser Stelle wurde 1862 gebaut, nachdem die Straße vom Heidt über die Bahnstrecke zur Wupper verlängert worden war. Sie wurde als Gitterbrücke mit einem Pfeiler ausgeführt. Da die Ansässigen den Bau mit bezahlt hatten, wurde sie Bürgerbrücke genannt. Dieser Name hielt sich im Volksmund mindestens 50 Jahre lang, war aber wohl nicht offiziell.
Im Zuge des Schwebebahnbaus wurde die Gitterbrücke 1903 durch eine moderne repräsentative Brücke ersetzt. Der Neubau wurde in der Bauform und Farbgebung an das Schwebebahngerüst angelehnt.
Am 20. Dezember 1996 wurde die Brücke in der Baudenkmalschutzliste der Stadt Wuppertal aufgenommen. Für das Frühjahr 2009 war eine Teilsanierung geplant, die im März 2008 mit gut 310.000 Euro veranschlagt worden war. Im Januar 2009 wurden aber größere Korrosionsschäden erfasst, die die Stadt Wuppertal als „bedeutende Schäden an statisch relevanten Bauteilen“ beschrieb. Vorsorglich wurden die zwei Fahrstreifen auf eine begrenzt. Nachdem zunächst unsicher war, ob die Stadt eine umfassende Sanierung finanzieren könne, begannen die Ende 2010 die Bauarbeiten an der Werther Brücke. Die Kosten von 884.000 Euro wurden zum Teil von der Bezirksregierung Düsseldorf übernommen. Etwa ein Jahr später war die Sanierung abgeschlossen.